# Mireya Callejas
Mireya Callejas de Echeverría (Trinidad, Flores, 24 de julio de 1936) es una archivóloga y docente uruguaya. Fue profesora de la carrera de Archivología de intensa trayectoria (1989-2006), en la Universidad de la República y presidenta de la Asociación Uruguaya de Archivólogos (2006-2013).

## Trayectoria académica y profesional[1]
Obtuvo su título de "Maestra" (1965) en los Institutos Normales "María Stagnero de Munar y Joaquín R Sánchez" de Montevideo y recibió su título de "Archivóloga" (1987) en la entonces Escuela Universitaria de Bibliotecología y Ciencias Afines (EUBCA) de la Universidad de la República, perteneciendo a las primeras generaciones de archivólogos titulados en el país. Cursó estudios de Archivística en Madrid (1988), bajo la dirección de la doctora Vicenta Cortés Alonso.
Fue Jefa del Archivo Literario de la Biblioteca Nacional de Uruguay [1964-2000], donde realizó un destacado trabajo de descripción de las colecciones documentales de escritores uruguayos.
Profesora Adjunta grado 3 de “Clasificación y Ordenación” y “Descripción Documental y Servicios de Extensión Archivística” (EUBCA, Universidad de la República), donde formó -con gran dedicación- todas las generaciones de Archivólogos desde 1989 hasta el momento de su retiro (2006). Guio las prácticas preprofesionales de muchos estudiantes, en aquellos archivos que no contaban con un profesional a cargo. Realizó la tutoría de un importante número de proyectos de investigación de los Estudiantes de la Carrera de Archivología, en la instancia de optar al título. Asesoró a alumnos y docentes. De generosa personalidad, facilitó material de estudio a todo aquel que lo necesitó y alentó a muchos a realizar la carrera y también a terminarla. Actuó como miembro de tribunales de evaluación (docentes y profesionales).
Fue profesora invitada en la Escuela de Archivología de la Universidad Nacional de Córdoba (Argentina). Participante y expositora en múltiples seminarios y congresos nacionales e internacionales en países del Mercosur, así como en México, España y Francia. Fue Coordinadora General del VIII Congreso de Archivología del Mercosur (Montevideo, 2009).

## Becas y distinciones honoríficas
- Beca de estudios del Instituto de Cooperación Iberoamericana (ICI) -hoy AECID-, para realizar el Curso de Organización de Archivos bajo la dirección de la doctora Vicenta Cortés Alonso (Madrid, 1988).
- Reconocimiento de "Socia honoraria"[19][20][21] de la Asociación Uruguaya de Archivólogos,[22] distinción entregada por su dilatada trayectoria académica y profesional en el marco de sus ochenta años de vida (Montevideo, 2016).